# Acheilo pedarius
Acheilo pedarius är en skalbaggsart som beskrevs av Blackburn 1910. Acheilo pedarius ingår i släktet Acheilo och familjen Melolonthidae. Inga underarter finns listade i Catalogue of Life.